# Nicolaus II
Nicolaus II, född Gerard av Burgund cirka 990 - 995 i Chevron, Savoyen, död 19 juli eller 27 juli 1061 i Florens, var påve från den 6 december 1058 till sin död.

## Biografi
Gerhard av Burgund var liksom sin företrädare Stefan IX först kanik i Liège. År 1046 blev han biskop av Florens, där han verkade för att stärka den kanoniska rättens tillämpning bland prästerskapet. Så snart ryktet om påvens död nått Rom, utsåg Tusculums anhängare biskop Johannes Mincius av Velletri till påve, med namnet Benedictus X. Dennes utnämning stred mot de uttryckliga orderna från den avlidne påven, som beslutat att vid hans död skulle kardinalkollegiet först invänta Hildebrand från Tyskland. Hildebrand fick under sin resa till Rom höra om oroligheterna, och stannade därför till i Florens. Där kom han och hertig Gottfrid av Lorrain-Toscana överens om att biskop Gerhard skulle bli påve. En del av romarna stödde Gerhard, och valet godkändes av kejsarinnan Agnes. På Hildebrands inbjudan möttes kardinalerna i Siena i december 1058, utförde det formella valet av Gerhard till påve, och han antog påvenamnet Nicolaus II.
På väg till Rom höll den nye påven en synod i Sutri, där inte bara hertig Gottfrid närvarade utan även kejsarens kansler Guibert av Parma. Syftet med synoden var att avsätta Benedictus, vilket skedde och motpåven fördrevs från staden i januari. Kröningen av Nicolaus skedde den 24 januari.
Benedictus anhängare hotade att störta Nicolaus, som därför var tvungen att förhandla med normanderna i södra Italien, vilka han lyckades övertala till att tåga mot Beneditus i Kampanien. Normanderna kunde inte oskadliggöra Benedictus, men fälttåget i Kampanien gav ändå Nicolaus möjlighet att visitera stiften Spoleto, Farfa och Osimo.
Nicolaus upphöjde abboten Desiderius av Monte Cassino till kardinalpräst och till påvlig legat i Kampanien, Benevento, Apulien och Kalabrien. Tidigt under hans pontifikat hade han sänt Petrus Damianus och Anselm av Lucca som hans legater till Milano, där en grupp gifta och simoniska präster nyligen hade grundat en reformrörelse, kallad Patria. För att återställa ordningen hölls en synod med dessa legater som ordförande, vilka med risk för sina liv lyckades förskjuta det milanesiska prästerskapet och deras ärkebiskop Guido för konkubinage och simoni.

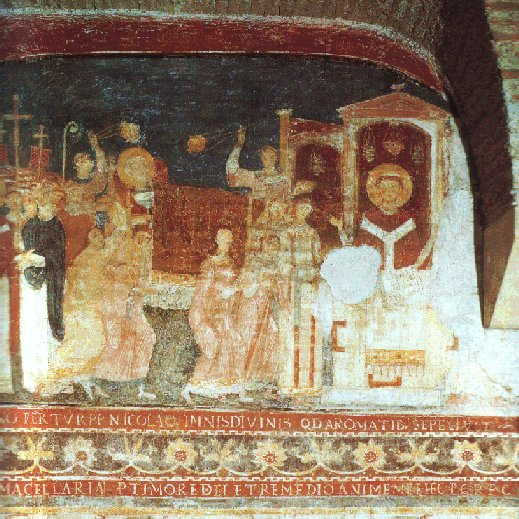

Striden med Benedictus visade att det fanns ett tvingande behov av att reformera påvevalet. Detta var därför ämnet för en synod i Lateranpalatset vid påsken 1059, vid vilken 114 biskopar närvarade. Det finns numera två sammandrag från synoden, ett påvligt och ett kejserligt, och det beslutades som följande:
1. Vid en påves död skall kardinalbiskoparna sammanträda för att utse en kandidat, och när de enats om ett namn skall de andra kardinalerna också delta i valet. Även prästerskapet och lekmän har rätt att lägga fram förslag.
2. Påven skall tillhöra Roms prästerskap, och om ingen sådan lämplig präst finns, skall en lämplig präst från ett annat stift väljas.
3. Påvevalet skall hållas i Rom, utom när det är omöjligt att hålla fria val där, då det kan företagas någon annanstans.
4. Om krig eller andra omständigheter förhindrar den högtidliga tronbestigningen av den nye påven i Peterskyrkan, skall han icke desto mindre åtnjuta full apostolisk auktoritet.
5. Tillbörlig hänsyn måste tas till kung Henriks rätt att bekräfta påvevalet, och sedan denne dött, dennes efterträdare.

Vad beträffar kejsarens rätt att godkänna påven, blev det framgent ett personligt privilegium som Heliga stolen gav. Vid synoden förbjöds också simoni vid utnämningar till kyrkan, lekmannainvestitur, och att präster med konkubiner kunde tjänstgöra vid mässan. Kanikarnas och nunnornas regler som stadfästs vid en synod i Aix-la-Chapelle (817) upphävdes, eftersom de tillät privat ägande och frosseri. Berengarius av Tours som förnekade att Kristus var närvarande i nattvarden, tvingades till avbön. 
Mot slutet av juni 1059 fortsatte Nicolaus till Monte Cassino, och därifrån till Melfi, som var huvudstad i normandernas Apulien. Han höll i sistnämnda stad en synod där alliansen med normanderna fullbordades. Hertig Robert Guiscard förlänades Apulien, Kalabrien, och Sicilien om han lyckades återvinna områdena från saracenerna, i utbyte mot att han skulle betala årlig tribut, att hans områden skulle vara vasallstater, och att han skulle beskydda Heliga stolen, såväl dess egendomar (Kyrkostaten) som påvevalen. Ett liknande fördrag ingicks med furst Richard av Capua. Efter en synod i Benevento, återvände Nicolaus till Rom med en normandisk armé som återtog Præneste, Tusculum, och Numentanum åt Heliga stolen och tvingade Benedictus att kapitulera hösten 1059 i Galeria.
Hildebrand, som var den starka kraften i pontifikatet, gjordes till ärkediakon. För att förmå synodens beslut om påveval att ratificeras, sändes kardinal Stefan som legat till Frankrike där han höll flera synoder. Det nya valssystemet hade förargat många i Tyskland, eftersom det minskade betydelsen av kejsarens godkännande. Med sitt nyvunna stöd i normanderna, kunde emellertid Nicolaus hålla kvar sina beslut trots att tyska synoder förklarade honom vara avsatt.
Nicolaus är begravd i St. Reparata i Florens, där han hade fortsatt vara biskop sedan han blivit påve.